# Zgromadzenie Narodowe (Gujana)
Zgromadzenie Narodowe (ang. National Assembly) – jednoizbowy parlament Gujany. Składa się z 70 członków powoływanych na pięcioletnią kadencję. 65 mandatów obsadzanych jest w drodze wyborów bezpośrednich, przeprowadzanych z zastosowaniem ordynacji proporcjonalnej. Pięć miejsc zarezerwowanych jest dla członków z urzędu: przewodniczącego (jeśli Zgromadzenie postanowi wybrać go spoza własnego grona), sekretarza oraz trzech ministrów. 
Czynne prawo wyborcze przysługuje obywatelom Gujany oraz innych państw Wspólnoty Narodów, mającym ukończone 18 lat i zamieszkującym na terytorium Gujany przez co najmniej rok przed wyborami. Kandydatami mogą być wyłącznie obywatele Gujany, również mający ukończone 18 lat. Dodatkowo wymagane jest, aby znali język angielski w stopniu pozwalającym na swobodny i aktywny udział w pracach parlamentu, dla którego jest to język roboczy. 